# نمودار منطقه پایانه
در ایالات متحده آمریکا و کانادا نمودار منطقه پایانه گونه‌ای نمودار هوانوردی است که برای ناوبری تحت قوانین پرواز دیداری تنظیم شده و منطقه اطراف فرودگاه‌های اصلی و بیشتر، کلاس B مرز هوایی را نشان می‌دهد.

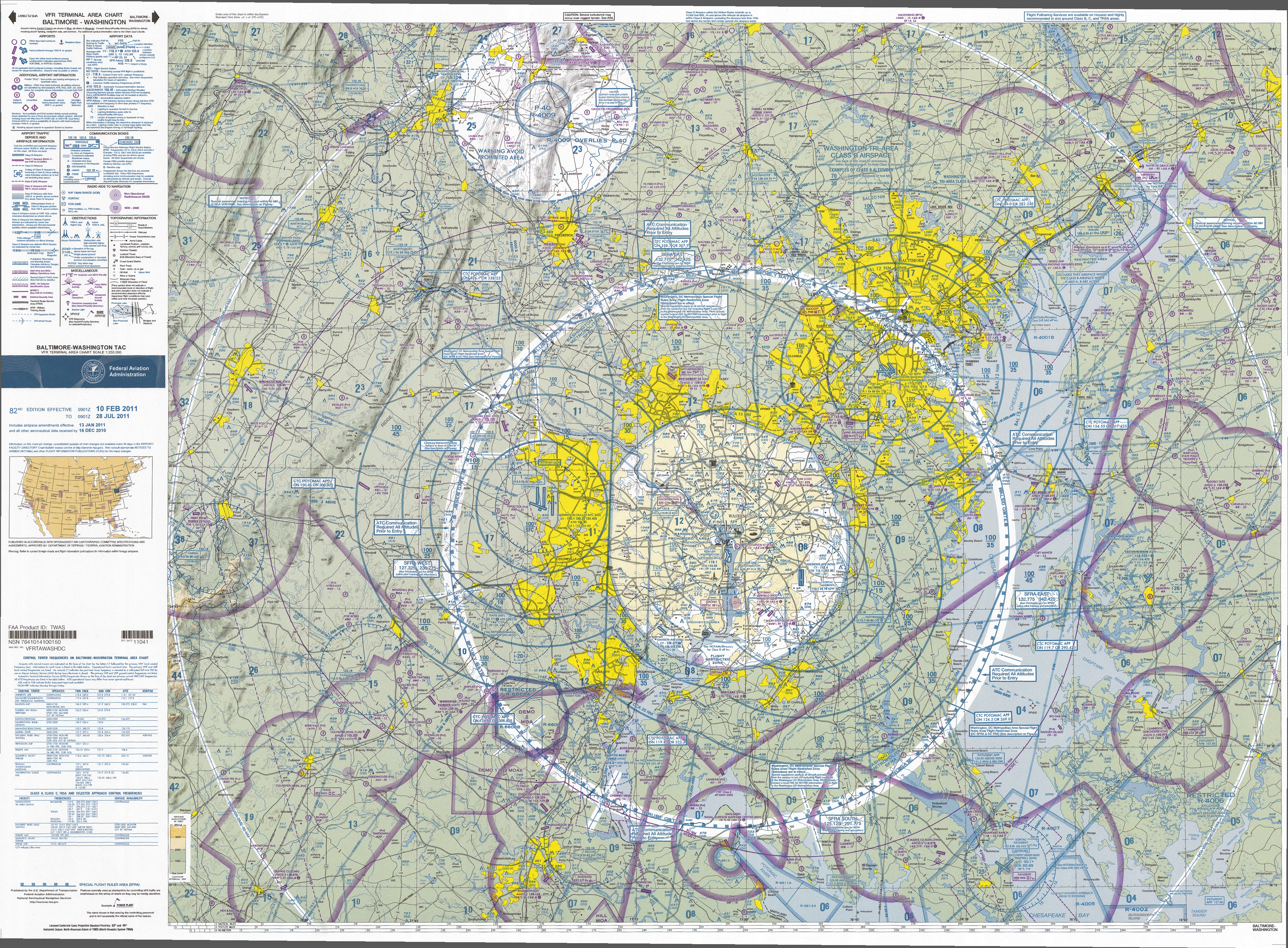
نمودار منطقه ترمینال برای منطقه واشینگتن، دی.سی.-مریلند در ژانویه ۲۰۱۱

## نگاه کلی
مانند نمودارهای بخشی قوانین پرواز دیداری که مکمل هستند نمودارهای منطقه پایانه، ویژگی‌های مکان‌نگاری و دیگر اطلاعات مورد نیاز برای هوانوردانی که به شکل دیداری پرواز می‌کنند را نشان می‌دهند. این ویژگی‌ها مرزنما‌ی اصلی، بلندی ناهمواری‌ها، مسیرهای ناوبری دیداری، محل‌های کمک‌رسانی ناوبری بر روی زمین، فرودگاه‌ها، رودها، شهرها، و مرزهای هوایی هستند. نمودار منطقه پایانه از نمودارهای بخشی، جزئیات بیشتری را نشان می‌دهند. این نمودارها در سنجه ۱:۲۵۰,۰۰۰ (در برابر ۱:۵۰۰,۰۰۰ برای نمودارهای بخشی) ساخته می‌شوند تا بتوان ویژگی‌های بیشتری را در آن‌ها نشان داد. در نمودار منطقه پایانه، اطلاعاتی مانند قوانین برخاست، تقرب، و بلندای گذار و روش‌هایی برای حل مشکل تراکم هوایی منطقه‌های کلاس B در اطراف فرودگاه‌های اصلی ارائه شده‌اند.
نمودارهای منطقه پایانه در آمریکا توسط اداره هوانوردی فدرال و شرکت‌های بازرگانی (بیشتر شرکت جپسن) ساخته و نگهداری می‌شوند. این نهاد و شرکت‌ها بیشتر نمودارهای یکسان و تأیید شده را با اطالاعات بیشتر به نسبت نمودارهای دولتی اما با قیمت بالاتر می‌فروشند.
در پشت برگه این نمودارها، نمودار مسیر پرواز نشان داده می‌شود که نمودار ساده شده‌ای از مسیرهای قوانین پرواز دیداری از منطقه‌هایی است که مراقبت پرواز آن‌ها را پوشش می‌دهد.
نمودارهای منطقه پایانه هر شش ماه به‌روزرسانی می‌شوند.